# المجموعة الفردانية J
المجموعة الفردانية J أو السُّلالة J (بالإنجليزية: Haplogroup J) في علم الوراثة البشرية وعلم الأنساب، (عرف سابقًا قبل عام 2000 بـ HG9 أو Eu9/Eu10) هي مجموعة من الناس في القديم والحديث يحملون طفرات معينة في المجموعة الفردانية دنا Y-كروموسوم (Y-DNA). عُينت في دراسة جينات أجراها باحثون علميون على رجال من مختلف البلدان في القديم والحديث قبل 31700 سنة (زائد أو ناقص 12800 سنة) في الشرق الأوسط وما حوله . الجينات القديمة حصل عليها الباحثون من مومياوات وأحفورات بشرية من قديم الزمان. تعرف تلك المجموعة بالعلامة الجينية 12f2.1، أو بالعلامة M304 التي تكافئها.
تمت تلك الدراسات على الرجال فقط لتتبع التوريث، ولهذا السبب اختار الباحثون إجراء فحوصهم على الكروموسوم واي - لأنه يوجد في الرجال فقط ولا يوجد في النساء.
تشير البحوث إلى أن المجموعة المجموعة الفردانية J-M304، والمعروف أيضًا بالمجموعة، J* ظهرت أولًا في غرب آسيا. ثم انتشرت منها خلال العصر الحجري الحديث إلى شمال أفريقيا، والقرن الأفريقي، سقطرى، والقوقاز، وجنوب شرق أفريقيا، غرب أوروبا، آسيا الوسطى، وجنوب آسيا. تشير الفحوصات إلى أن تلك المجموعة قد ظهرت قبل نحو 43.000 سنة.
يجري تحديد السلالة الأبوية عبر تحليل الكروموسوم Y الذي يورث من الاب الى الأبناء الذكور فقط ولا يوجد في الإناث مما جعله آداة علمية لتتبع النسب الأبوي.

## الأصول
تنحدر السلالتان IJ و K من السلالة الأم IJK، ولا تلتقي هذه السلالة (IJK) مع السلالات الأخرى مثل G-M201 وH إلا عند المستوى الأعلى، وهي السلالة المشتركة F-M89، التي تُعد السلف المباشر لجميع هذه السلالات.
تُعرف السلالة J-M304 (ذات الأصل القوقازي) من خلال التحور M304، أو العلامة المكافئة 12f2.1. المجموعتان الفرعيتان الرئيسيتان حاليًا للسلالة الجينية J—وهما J-M267 المعروفة بـ J1 التي يُعتقد أن أصلها من المرتفعات الأرمنية، وJ-M172 المعروفة بـ J2 التي يُرجّح أنها نشأت في جبال زاغروس—تُشكّلان اليوم الغالبية العظمى من نسل هذه السلالة. ويُعتقد أن كليهما ظهرتا في فترة مبكرة جداً، قبل ما لا يقل عن 10,000 سنة. مع ذلك، وردت تقارير عن اكتشاف الكروموسومات Y من النوعين F-M89* و IJ-M429* في الهضبة الإيرانية (وفقاً لدراسة غروغني وآخرين 2012).
من ناحية أخرى، يبدو أن موجات متعاقبة من الهجرات البشرية قد أثرت على جنوب شرق أوروبا، كما أن التوحيد الفيلوجيني للسلالتين I وJ عبر التحور الأساسي M429 يبرز دورَ البلقان كممر طويل الأمد من الشرق الأدنى الى اوروبا.
تشير ادلة السلف المشترك هذه بأن سلالة IJ-M429* ربما دخلت أوروبا عبر المسار البلقاني في وقت ما قبل الحد الأقصى للحقبة الجليدية الأخيرة. ثم انقسمت لاحقاً إلى السلالتين I و J في الشرق الأوسط وأوروبا، في نمط فيلوجغرافي تباعدي نموذجي. من المرجح أن تكون هذه المنطقة الجغرافية قد تعرضت لتدفقات جينية إضافية لاحقة، بما في ذلك تدفقات المستوطنين المزارعين. علاوة على ذلك، فإن توحيد سلالات IJK يخلق مسافة تطورية عن سلالات F–H، ويدعم أيضاً الاستنتاج القائل بأن كلاً من IJ-M429 وKT-M9 نشآ في او بالقرب من الشرق الأوسط بدلاً من وسط أو شرق آسيا.
تم العثور على السلالة J أيضًا بين مومياواتين مصريتين قديمتين تم التنقيب عنهما في موقع أبوصير الملق الأثري في مصر، والتي يعود تاريخها إلى فترة ما بين أواخر عصر المملكة المصرية الحديثة ومقاطعة مصر الرومانية . 

## الفروع
في الأسفل فروع المجموعة الفردانية J مع صفاتها التي تعرفها بالرجوع إلى شجرة ISOGG (بتاريخ فبراير 2009). علما أن الأساسات المحددة للسلالات قد تتعرض للتغيير مع اكتشاف علامات (SNP تعدد أشكال النوكليوتيدات المفردة) جديدة التي تزيد في شجرة الأنسال وتجعلها أكثر دقة.
- J تحددها الطفرات 12f2.1 وM304 وS6 وS34 وS35
  - J* مشترك في سوقطرة
  - J1 تحددها الطفرة (M267) الجزيرة العربية وداغستان والهلال الخصيب وشمال شرق أفريقيا, مع توزيع متوسط في جميع أنحاء جنوب غرب آسيا
    - J1*
    - J1a تحددها (M62)
    - J1b تحددها (M365)
    - J1c تحددها (M390) - سابقا J1e
    - J1d تحددها (P56)
    - J1e تحددها (P58)
      - J1e1 تحددها (M367, M368) - سابقا J1c
      - J1e2 تحددها (M369) - سابقا J1d

  - J2 تحددها الطفرة (M172) نموذجي بالنسبة لشعوب الهلال الخصيب والأناضول وجنوب شرق أوروبا والقوقاز، مع توزيع متوسط في جميع أنحاء جنوب غرب آسيا ووسط آسيا وجنوب آسيا وشمال أفريقيا
    - J2*
    - J2a تحددها (M410)
      - J2a*
      - J2a1 تحددها (L26/S57, L27)
        - J2a1*
        - J2a1a تحددها (M47, M322)
        - J2a1b تحددها (M67 (S51))
          - J2a1b*
          - J2a1b1 تحددها (M92, M260)
            - J2a1b1*
            - J2a1b1a تحددها (M327)

          - J2a1b2 تحددها (M163, M166)

        - J2a1c تحددها (M68)
        - J2a1d تحددها (M158) - سابقا J2a1e
        - J2a1e تحددها (M319) - سابقا J2a1h
        - J2a1f تحددها (M339) - سابقا J2a1i
        - J2a1g تحددها (M419) - سابقا J2a1j
        - J2a1i تحددها (P81) (الموقع تحت DYS413≤18, S57 غير مؤكد)
        - J2a1j تحددها (P279) (الموقع تحت DYS413≤18, S57 غير مؤكد)
        - J2a1k (L24, L25)
          - J2a1k1 تحددها (DYS 445 <7) - سابقا J2a1h
            - J2a1k1a تحددها (M137) - سابقا J2a1d
            - J2a1k1b تحددها (M289) - سابقا J2a1f
            - J2a1k1c تحددها (M318) - سابقا J2a1g

      - J2a2 تحددها (M340)

    - J2b تحددها (M12, M314, M221, M102) في الأكثر عثر عليه في البلقان واليونان وإيطاليا وجنوب آسيا
      -         - J2b1 (M205) - سابقا J2b1b
        - J2b2 (M241) - سابقا J2b1a
          - J2b2*
          - J2b2a تحددها (M99) - سابقا J2b1a1
          - J2b2b تحددها (M280) - سابقا J2b1a2
          - J2b2c تحددها (M321) - سابقا J2b1a3
          - J2b2d تحددها (P84)
          - J2b2e تحددها (DYS455≤9)

### J1
في شبه الجزيرة لعربية:-
النتائج الموضحة أدناه متغيرة غير ثابتة، تتغير بتغير العينات المأخوذه في تاريخ نشر النتائج، كلما زاد عدد العينات المفحوصة ازدادت دقة وجودة الاحصائيات:
| الدولة                   | عدد العينات | Total J-M267 | J-M267(xP58) | J-P58 | نشرت في                     | الدراسات السابقة على نفس العينات |
| السعودية                 | 157         | 40.1%        | NA           | NA    | Abu-Amero 2009              |                                  |
| السعودية                 | 597         | 71%          | NA           | NA    | جامعة ليستر البريطانية 2017 |                                  |
| قطر                      | 72          | 58.3%        | 1.4%         | 56.9% | Chiaroni 2009               | Cadenas 2007                     |
| الإمارات العربية المتحدة | 164         | 34.8%        | 0.0%         | 34.8% | Chiaroni 2009               | Cadenas 2007                     |
| اليمن                    | 62          | 72.6%        | 4.8%         | 67.7% | Chiaroni 2009               | Cadenas 2007                     |
| الكويت                   | 42          | 33.3%        | NA           | NA    | El-Sibai 2009               |                                  |
| عمان                     | 121         | 38.0%        | 0.8%         | 37.2% | Chiaroni 2009               | Luis 2004                        |

في البلدان العربية:-
J1 عرب الأهوار في جنوب العراق (81.1%)، عرب العراق (60%)، الأردن (48.7%)، شمال السودان (45%)، فلسطين (38%)، الجزائر (35%)، تونس (34.6%)، سوريا (33.6%)، السريان (28.6%)(مسيحيي العراق وسوريا ولبنان)، لبنان (25%)، المصريين (21.1%)، المغاربة (20.4%).
وقد خلصت النتائج إلى أن أغلب نتائج J1 تقع في الشرق الأوسط (>70%) وفي شمال إفريقيا (>30%) من المجال YCAIIa22-YCAIIb22 الأمر الذي يغيب في نتائج J1 في إثيوبيا وجنوب أوروبا واستنتجت الدراسة حساب متوسط القربى حسب بيانات Y-STR لسلطنة عمان (2.3 ألف سنة; 95% CI: 0.6–29.2) كروموزومات J1-M267 أشارت إلى وصول جد حديث إلى جنوب الجزيرة العربية مقارنة مع تاريخ انتشارأقدم (6.4 ألف سنة; 95% CI: 0.6–278.5)في مصر  و(15.4 ألف سنة; 95% CI: 0.4–604.8)في تركيا

### J2
المجموعة الفردانية J2 وجد أساسا في الهلال الخصيب والمتوسطي (يتضمن جنوب أوروبا وشمال إفريقيا) وإيران وفي وسط آسيا. تردداته الأعلى في العراق 29.7% (Sanchez et al. 2005) ولبنان 29.7% (Wells et al. 2001) وسوريا 29% وبين اليهود السفارديين 29% والأكراد 28.4% وفي إيران 24%.

### J*
المجموعة الفردانية J* يتضمن باقي فروع J ما عدا J1 و J2.
المجموعة الفردانية J* نادر الوجود خارج جزيرة سوقطرة حيث سجلت تردداته 71.4%. ووجدت ترددات المجموعة الفردانية J* بنسب ضعيفة في سلطنة عمان وبين اليهود الأشكنازيين وفي باكستان واليونان وفي جمهورية التشيك  وبين الأتراك.

## اقرأ أيضا
- مجموعات هابلوغروبات Y-DNA في سكان الشرق الأوسط